# Catedral de Santa María de Sakızağaç (Estambul)
La Catedral de Santa María de Sakızağaç o simplemente Catedral católica armenia de Estambul (en turco: Sakızağaç Kutsal Meryem Ana Katedralı) es el nombre que recibe un edificio religioso perteneciente a la Iglesia Católica que sigue el rito armenio en plena comunión con el papa en Roma que se encuentra ubicada en la ciudad de Estambul, la más grande del país euroasiático de Turquía. No debe confundirse con las otras 2 catedrales católicas en esa misma localidad, la Catedral del Espíritu Santo (Saint Esprit Kilisesi) que sigue el Rito latino y la catedral de rito grecocatólico (Ayatriada Rum Katoliki Kilise).
Se trata del templo principal de la archieparquía armenia de Constantinopla (Archieparchia Constantinopolitana Armenorum) que fue creada en 1830 mediante la bula Quod jamdiu del papa Pío VIII.
Esta bajo la responsabilidad pastoral del obispo Lévon Boghos Zékiyan.

## Véase también

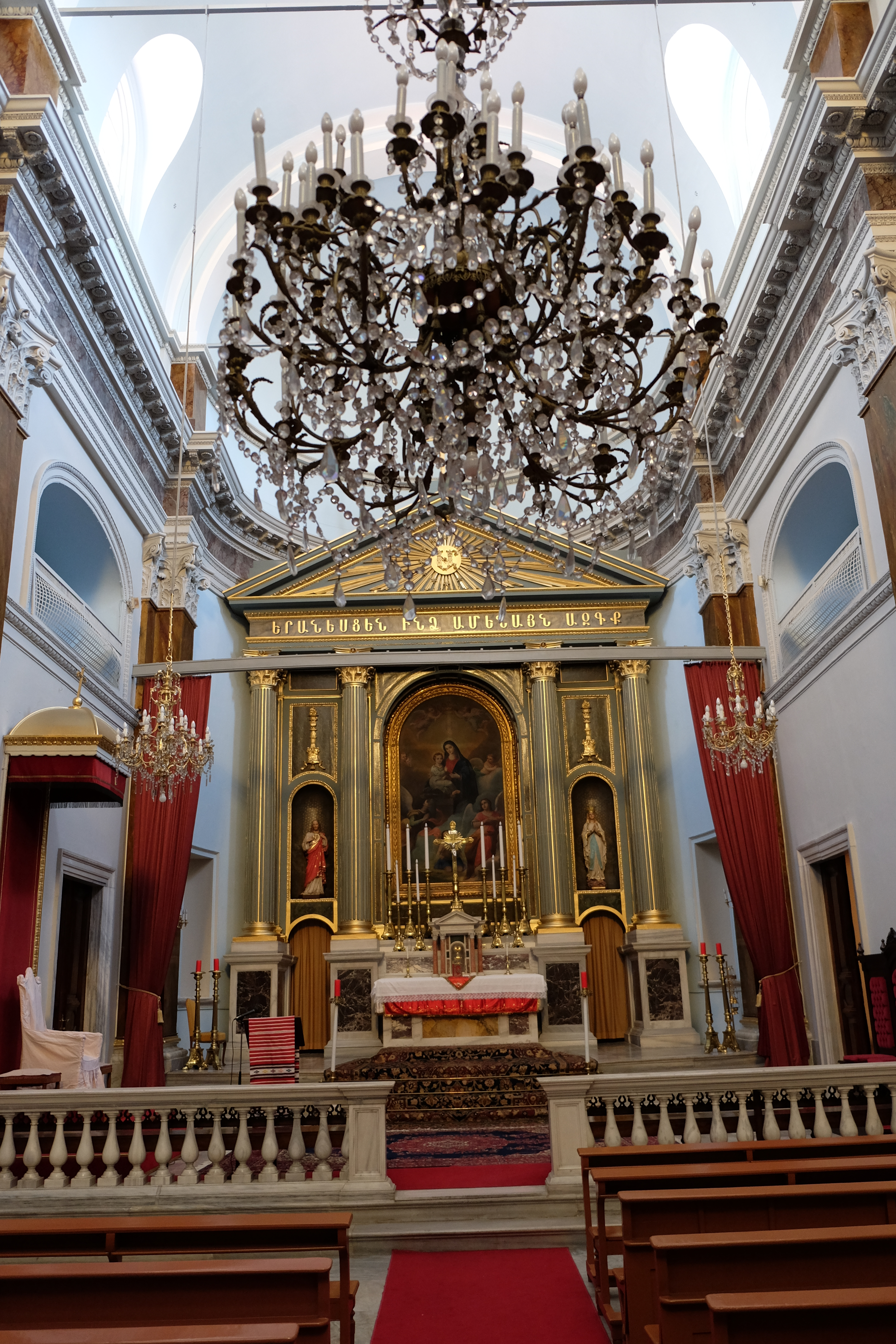